# George H. Bender
George Harrison Bender, född 29 september 1896 i Cleveland, Ohio, död 18 juni 1961 i Chagrin Falls, Ohio, var en amerikansk republikansk politiker. Han representerade delstaten Ohio i båda kamrarna av USA:s kongress, först i representanthuset 1939–1949 samt 1951–1954 och sedan i senaten 1954–1957.
Bender var verksam inom försäkringsbranschen. Han var ledamot av delstatens senat 1920-1930. Han kandiderade utan framgång till USA:s representanthus i kongressvalen 1930, 1932, 1934 och 1936. Han var ursprungligen en förespråkare för alkoholförbud men ändrade sin ståndpunkt i frågan. Förbudet upphävdes år 1933 i USA.
Bender blev invald i representanthuset i kongressvalet 1938. Han omvaldes sedan 1940, 1942, 1944 och 1946. 1948 förlorade han mot demokraten Stephen M. Young. Bender utmanade Young två år senare och vann. Han omvaldes 1952 till representanthuset och fyllnadsvaldes två år senare till senaten. Guvernören i Ohio Frank J. Lausche utmanade honom i senatsvalet 1956 och vann.
Bender var 1958 ordförande i en kommission som undersökte korruption inom fackförbundet Teamsters. Han anställdes av förbundets ordförande Jimmy Hoffa och kom fram till att det inte fanns någon korruption där. Efter den undersökningen, vars trovärdighet ifrågasattes, undersöktes Benders tidigare kopplingar till Teamsters från tiden i senaten. Han hade fått kampanjbidrag från Teamsters och han anklagades att som senator ha förhindrat en undersökning av Teamsters redan 1956. Efter förhör i senaten vidtogs inga åtgärder mot Bender.
Bender är begravd på Knollwood Cemetery i Mayfield Heights.